# Flores Costa Cuca
Flores Costa Cuca är en ort i Guatemala.   Den ligger i departementet Departamento de Quetzaltenango, i den sydvästra delen av landet, 150 km väster om huvudstaden Guatemala City. Flores Costa Cuca ligger 292 meter över havet och antalet invånare är 11 984.
Terrängen runt Flores Costa Cuca är kuperad åt nordost, men åt sydväst är den platt. Runt Flores Costa Cuca är det ganska tätbefolkat, med 179 invånare per kvadratkilometer. Närmaste större samhälle är Coatepeque, 7,5 km norr om Flores Costa Cuca. Omgivningarna runt Flores Costa Cuca är en mosaik av jordbruksmark och naturlig växtlighet.